# Петров, Юрий Александрович (историк)
Ю́рий Алекса́ндрович Петро́в (род. 10 июня 1955, Загорск, Московская область) — советский и российский историк, доктор исторических наук (1999), член-корреспондент РАН (2025). Директор Института российской истории РАН с 2010 года.

## Биография
В 1978 году окончил исторический факультет МГУ, работал в Государственном историческом музее (заведующий экспозиционным отделом). С 1985 по 2004 год работал в Институте истории СССР (затем — Институте российской истории), занимая должность ведущего научного сотрудника Центра истории России XIX века. С 2010 года — директор Института.
Кандидат исторических наук (1986, диссертация «Роль акционерных коммерческих банков Москвы в процессах формирования финансового капитала в России»), доктор исторических наук (1999, диссертация «Московская буржуазия в начале XX в.: предпринимательство и политика»). В декабре 2011 года, ноябре 2016 года баллотировался в члены-корреспонденты РАН, а в ноябре 2019 года — в академики РАН, избран не был. В мае 2013 года также выдвигался в члены-корреспонденты РАН, но выборы были отменены.
В 1990—2003 годах Ю. А. Петров возглавлял отдел новой истории в журнале «Отечественная история» (ныне «Российская история»), с 1995 года входит в редколлегию журнала. В 2004—2010 годах занимал должность заведующего сектором истории Департамента внешних и общественных связей Центрального банка РФ (Банка России).
В 2007—2010 годах был членом экспертного совета РГНФ по российской истории до XX века, в 2010—2013 годах — председатель экспертного совета РГНФ по истории России XX — начала XXI веков. С 2013 года — председатель Научного совета РАН по истории социальных реформ, движений и революций, с 2021 года — сопредседатель Научного совета РАН по истории Великой Отечественной войны 1941—1945 гг. Также сопредседатель Научного совета по фундаментальным вопросам российской и зарубежной истории.
Лауреат Макарьевской премии (2003), вторая премия в номинации «История Москвы» за книгу «Московская буржуазия в начале XX в.: предпринимательство и политика». Избран членом-корреспондентом РАН 29 мая 2025 года.

## Научная деятельность
Является автором 12 монографий, им опубликовано более 150 научных трудов в России и за рубежом.

### Книги и статьи
- Коммерческие банки Российской империи. — М. : Независимое исслед. информ. агентство «Перспектива», 1994. — 350, [1] с. : ил. ; 27 см. — Библиогр. в примеч.: с. 315—325. — Указ. имен банк. деятелей: с. 326—344 (в соавт. с В. И. Бовыкиным);
- Династия Рябушинских : [Кн.-альбом / Авт. текста и сост. Ю. А. Петров]. — М. : Русская книга, Б. г. (1997). — 196, [2] с., [4] л. ил. : ил. ; 24 см. — (России известные имена). — Библиогр. в примеч. в конце разд.
- Коммерческие банки Москвы. Конец XIX в. — 1914 г / Ю. А. Петров ; Рос . акад. наук, Ин-т рос. истории. — М. : РОССПЭН, 1998. — 367 с.,[8] л. ил., портр. : схем. ; 25 см. — (Сер. «Экон. история» : Документы, исслед., пер.). — Библиогр. в примеч.: с. 249—282
- Московская буржуазия в начале XX века : предпринимательство и политика / Ю. А. Петров ; Моск. гор. об-ние арх. Рос. акад. наук. Ин-т рос. истории. — Москва : Мосгорархив, 2002 (ФГУП Моск. тип. ј 6). — 436, [1] с. : ил., портр., табл., факс.; 23 см. — (Московская монография).; ISBN 5-7228-0106-2 (в пер.)
- Век акций рент и облигаций Ценные бумаги / Л. И. Лифлянд, Ю. А. Петров, Москва 2005, 401 с.
- Кредит и банки в России до начала XX в.: Санкт-Петербург и Москва. СПб., 2005 (совм. с Б. В. Ананьичем, М. И. Арефьевой, С. Г. Беляевым, А. В. Бугровым, М. М. Дадыкиной, О. В. Драган, З. В. Дмитриевой, С. К. Лебедевым, П. В. Лизуновым, В. В. Морозаном, С. А. Саломатиной);
- История налогов в России. IX — начало XX века / В. Н. Захаров, Ю. А. Петров, М. К. Шацилло. — Москва : РОССПЭН, 2006. — 294, [1] с. ; 22 см. — (Экономическая история : документы, исследования, переводы). — Библиогр. в конце глав (в соавт. с В. Н. Захаровым и М. К. Шацилло)
- Защита капитала : опыт российской бизнес-элиты ХIХ — начала XX века / [текст: Юрий Петров, Галина Уланова д-ра ист. наук; идея: Валерий Чумаченко]. — Москва : Уралсиб|Банк 121, 2006. — 255 с. : ил., цв. ил., портр., факс. ; 29 см. — Библиогр. в примеч.: с. 250—255
- История Сбербанка России. 1841—1991 гг. М., 2007, 358 с. (в соавт. с С. В. Калмыковым);
- Наемные управляющие в России : опыт бизнес-элиты XIX—XX веков. : [монография] / [Ю. Петров, Е. Савинова, М. Золотарев]. — Москва : УралСиб | Банк 121, 2007. — 160 с. : ил., портр., факс.; 29 см; ISBN 1-932525-59-9
- Рябушинские. Фабрики и банки знаменитой династии России / Юрий Петров. — Москва : Бизнеском, 2011. — 233 с. : ил., портр.; 22 см. — (Библиотека генерального директора : БГД. Серия «Великие российские предприниматели»).; ISBN 978-5-91663-095-4 (в пер.)
- Российское государство от истоков до XIX века: территория и власть : 1150 лет российской государственности / [Ю. А. Петров и др. ; отв. ред. Ю. А. Петров]. — Москва : РОССПЭН, 2012. — 462 с., [12] л. ил., портр., цв. ил., портр.; 24 см; ISBN 978-5-8243-1724-4 (совм. с А. И. Аксёновым, Н. И. Никитиным, Н. М. Рогожиным, В. В. Трепавловым).
- История России. XX век — начало XXI века : учебник для 11 класса общеобразовательных учреждений. Базовый уровень / Н. В. Загладин, Ю. А. Петров. — Москва : Русское слово, 2014. — 448 с.; ISBN 978-5-00007-552-4
- История России. XX век — начало XXI века : учебник для 11 класса общеобразовательных организаций : углубленный уровень / Н. В. Загладин, Ю. А. Петров, С. Т. Минаков, С. И. Козленко. — 2-е изд. — Москва : Русское слово, 2015. — 422 с., [16] л. цв. ил., карты : ил., портр., табл.; 22 см. — (Инновационная школа).; ISBN 978-5-00092-182-1 : 5000 экз.
- История России XX — начало XXI века: учебник для общеобразовательных организаций / Н. В. Загладин, Ю. А. Петров, С. Т. Минаков, С. И. Козленко. — 2-е изд. — Москва : Русское слово, 2015. — 327 с., [16] л. ил. : ил.; 22 см. — (Инновационная школа).; ISBN 978-5-00092-181-4 : 4000 экз.
- История : конец ХIX — начало XXI : учебник для 11 класса общеобразовательных организаций : базовый уровень / Н. В. Загладин, Ю. А. Петров. — Москва : Русское слово, 2015. — 446, [1] с. : ил., портр., цв. ил., портр.; 22 см. — (Инновационная школа).; ISBN 978-5-00092-184-5 : 10000 экз.
- История России. Конец XIX-начало XXI века : учебник для 11-го класса общеобразовательных организаций : углублённых уровень / Н. В. Загладин, Ю. А. Петров, С. Т. Минаков, С. И. Козленко; [Н. В. Загладин (отв. ред.) ]. — 3-е изд. — Москва : Русское слово, 2016. — 422 с., [15] л. цв. ил. : ил., портр.; 22 см. — (Инновационная школа) (История).; ISBN 978-5-00092-404-4 : 4 000 экз.
- История России. XX — начало XXI века : учебник для 9-го класса общеобразовательных организаций / Н. В. Загладин, Ю. А. Петров, С. Т. Минаков, С. И. Козленко. — 3-е изд. — Москва : Русское слово, 2016. — 327 с., [16] л. цв. ил. : ил., портр., табл.; 22 см. — (Инновационная школа).; ISBN 978-5-00092-419-8 : 3000 экз.
- История : конец ХIX — начало XXI : учебник для 11 класса общеобразовательных организаций : базовый уровень / Н. В. Загладин, Ю. А. Петров. — 3-е изд. — Москва : Русское слово, 2016. — 446, [1] с. : ил., портр., цв. ил., портр.; 22 см. — (Инновационная школа).; ISBN 978-5-00092-649-9 : 10000 экз.
- История. Конец XIX — начало XXI века : учебник для 11 класса общеобразовательных организаций : базовый уровень / Н. В. Загладин, Ю. А. Петров. — 4-е изд. — Москва : Русское слово, 2017. — 447, [1] с. : ил., табл., факс., цв. ил., портр.; 22 см. — (Инновационная школа).; ISBN 978-5-00092-833-2 : 15000 экз.

### В качестве редактора
- Российская государственность: опыт 1150-летней истории : материалы Международной научной конференции (Москва, 4-5 декабря 2012 г.) / Ин-т российской истории Российской акад. наук, Российская акад. народного хоз-ва и гос. службы При Президенте Российской Федерации; [редкол.: Ю. А. Петров (отв. ред.) и др.]. — М.: Ин-т российской истории РАН, 2013. — 589, [1] с. : табл.; 25 см; ISBN 978-5-8055-0255-3
- Историк и художник : сборник воспоминаний и статей памяти профессора Сергея Сергеевича Секиринского / Российская акад. наук, Ин-т российской истории РАН ; [редкол.: Ю. А. Петров (отв. ред.) и др.]. — М.: Ин-т российской истории, 2013. — 558, [1] с., [9] л. портр.; 22 см; ISBN 978-5-8055-0247-8
- Россия в годы Первой мировой войны: экономическое положение, социальные процессы, политический кризис : [монография] / [Аксенов В. Б. и др.]; отв. ред. Ю. А. Петров ; Российский гуманитарный науч. фонд, [Российское ист. о-во, Ин-т российской истории РАН]. — М.: РОССПЭН, 2014. — 982 с., [28] л. портр., цв. ил. : табл.; 25 см. — (Россия в Первой мировой войне 1914—1918 годов).; ISBN 978-5-8243-1906-4
- Россия в годы Первой мировой войны: экономическое положение, социальные процессы, политический кризис / [Аксенов В. Б. и др.]; отв. ред.: Ю. А. Петров; [Российское историческое о-во, Ин-т российской истории РАН]. — М.: РОССПЭН, 2014. — 982 с., [28] л. ил., портр., цв. ил. : табл.; 24 см. — (Первая мировая. Великая. 1914—1918).; ISBN 978-5-8243-1912-5
- Великая Отечественная — известная и неизвестная : историческая память и современность : материалы Международной научной конференции, Москва-Коломна, 6-8 мая 2015 г. / Ин-т российской истории Российской акад. наук, Китайское историческое о-во [ др. ; отв. ред. : Ю. А. Петров]. — Москва : [ИРИ РАН], 2015. — 311 с., [8] л. фотографий : табл.; 24 см; ISBN 978-5-8055-0281-2 : 300 экз.
- Миграции. Формирование Российского государства = Migrazioni. La formazione dello Stato russo : материалы международных семинаров исторических исследований «От Рима к Третьему Риму», 2010—2015 гг. / Ин-т российской истории Российской акад. наук, Нац. совет исслед. Италии, Римский ун-т «Ла Сапиенца»; общ. ред. П. Каталано, Ю. А. Петрова. — М.: Издательский центр Ин-та российской истории РАН, 2015. — 341, [1] с. : ил., табл.; 21 см; ISBN 978-5-8055-0293-5 : 300 экз.
- Российская революция 1917 года: власть, общество, культура / Отв. ред Ю. А. Петров. М.: Политическая энциклопедия, 2017. Т. 1.
- История. История России с древнейших времён до начала XVI века : учебник для 6-го класса общеобразовательных организаций : соответствует Федеральному государственному образовательному стандарту 2021 года, Федеральной образовательной программе, Концепции нового учебно-методического комплекса по отечественной истории, Историко-культурному стандарту / Е. В. Пчелов, П. В. Лукин; под науч. ред. Ю. А. Петрова. — М.: Русское слово : Русское слово-учебник, 2023. — 239, [1] с. : ил., цв. ил.; 22 см. — (ФГОС 2021. Инновационная школа) (Историко-культурный стандарт : ИКС).; ISBN 978-5-533-02756-4 : 5000 экз.

## Награды
- Медаль ордена «За заслуги перед Отечеством» II степени (19 сентября 2019 года) — за активное участие в подготовке и проведении мероприятий, посвящённых 100-летию Первой мировой войны[6].